# Royal Dutch Shell
Royal Dutch Shell plc je anglo-nizozemska multinacionalna naftna tvrtka. Osnovana je u Ujedinjenom Kraljevstvu, a sjedište je u Nizozemskoj. Nastala je spajanjem dvije kompanije: Royal Dutch Petroleum i Shell Transport & Trading. Shell je 2012. bio najveća tvrtka u svijetu po ostvarenim prihodima.
Shell je također i po tržišnoj kapitalizaciji jedna od vodećih tvrtki u svijetu. Najveći dioničar trenutno je Capital Group Companies s 9,85% udjela ispred BlackRocka koji ima 6,89% udjela. Shell je u 2013. bio vodeća tvrtka na listi Fortune Global 500 - listi najvećih tvrtki u svijetu.
Shell je okomito integrirana kompanija i ima aktivnosti u gotovo svim područjima industrije nafte i plina. U znatno manjem opsegu obavljaju i djelatnosti vezane za obnovljive izvore energije. Djeluju u preko 90 zemalja svijeta, proizvodeći 3,1 milijun barela nafte ili drugog ekvivalenta na dan. Posjeduju 44.000 benzinskih postaja širom svijeta. Shell Oil Company je njihova podružnica u SAD-u.
Shell je listiran na burzi u Londonu (LSE) i sudjeluje u kreiranju FTSE 100 indeksa. Dionicama Shella se trguje i na buzrama u Amsterdamu i New Yorku (NYSE).

## Povijest
Royal Dutch Shell je osnovan u veljači 1907. udruživanjem dvije tvrtke. Prva je nizozemski Royal Dutch Petroleum, a druga je britanski "Shell" Transport and Trading Company. Do udruživanja je došlo kako bi mogli konkurirati Standard Oilu na globalnom tržištu. U novonastaloj tvrtki 60% vlasništva je pripalo Nizozemcima dok je 40% pripalo Britancima.
Shell je 1919. preuzeo kontrolu nad tvrtkom Mexican Eagle Petroleum Company te je 1921. formirana tvrtka Shell-Mex Limited koja je na tržištu nastupala pod brandovima Shell i Eagle. U industriju petrokemije su ušli 1929. kada je osnovana tvrtka Shell Chemicals. Do kraja 1920.-ih Shell bio vodeća svjetska naftna tvrtka čija proivodnja je činila 11% svjetske proizvodnje nafte.
Shell Mex House je dovršen 1931. i bilo je to sjedište za Shellov marketing diljem svijeta.
Nakon Njemačke okupacije Nizozemske 1939. godine sjedište kompanije je premješteno u Curacao.
Oko 1952, Shell je postao prva tvrtka koja je koristila računala u Nizozemskoj. Računalo su koristili u svom laboratoriju u Amsterdamu. Uslijedila je kupnja rudarske tvrtke Billiton 1970. koja je prodana 1994.
U studenom 2004. nakon razdoblja previranja uzrokovanih objavom da je Shell prekomjerno povećao svoje naftne rezerve, objavljeno je da će Shell grupacija promijeniti strukturu kapitala te je formiran Royal Dutch Shell plc koji je primarno listiran na burzi u Londonu (LSE). Ujedinjenje svih kompanija je dovršeno 20. srpnja 2005.
Tijekom 2013. kompanija je počela prodavati svoju imovinu vezanu za plinski biznis u SAD-u te je i otkazala ugovor o izgradnji plinovoda u državi Louisisni vrijedan 20 milijardi USD. Novi izvršni direktor Ben van Beurden je imenovan na tu funkciju u siječnju 2014., prije objave da je kompanija u prethodnoj godini ostvarila 38% slabije poslovne rezultate nego godinu ranije. U veljači 2014. je krenula i prodaja njihove imovine u Australiji, a postoje i planovi za prodajom još imovine u Brazilu i Italiji.

## Shell u Hrvatskoj
Grčka tvrtka Coral A.E. u 2021. godini preuzima 75% hrvatskog naftnog distributera APIOS d.o.o. te tako omogućuju širenje Shell brenda u Hrvatskoj. Coral Croatia broji 27 benzinskih postaja diljem Hrvatske što čini 3% udjela na hrvatskom tržištu. Prvi Shell benzinski servis Coral otvara u veljači 2021. godine u Sesvetama. Nekadašnji APIOS BS Sesvete rebrendiran je u Shell BS Sesvete.
Lokacije Shell benzinski u Hrvatskoj su: Umag, Kanfanar, Medulin, Pazin, Pula, Zadar, Dugopolje, Kaštel Štafilić, Karlovac, Prigorje Brdovečko, Bistra, Zagreb, Rugvica, Dugo Selo, Sesvete, Konjščina, Varaždin, Čakovec, Virovitica, Koprivnica, Cabuna, Križ, Petrinja i Slavonski Brod.
Iz Shell-a tvrde da Shell V-Power gorivo dolazi od odabranih dobavljača u Hrvatskoj i zapadnoj Europi. Osnovno gorivo poboljšano je jedinstvenim Shell aditivima po Shell formulaciji, tehnologiji i standardima.